# Arroz arborio

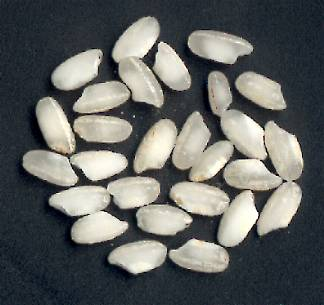
Granos de arroz Arborio.

El arroz Arborio es una variedad italiana de arroz de grano corto. Toma su nombre de la ciudad de Arborio, en el valle del Po, donde se cultiva. Cocidos, los granos son redondos, firmes, cremosos y masticables, gracias al alto contenido en amilopectina del almidón de esta variedad, por lo que tienen un sabor propio, aunque combina bien con otros. Se usaba para hacer risottos, aunque las variedades Carnaroli y Vialone Nano se emplean con más frecuencia para este fin. El arroz Arborio también se usa para hacer arroz con leche.
Desde el punto de vista botánico, el Arborio es un cultivar de la subespecie japónica del Oryza sativa.
La subpartida arancelaria del producto es 100630